# Nêdong
Nêdong (chữ Tạng: སྣེ་གདོང་རྫོང་; Wylie: sne gdong rdzong; ZWPY: Nêdong Zong; tiếng Trung: 乃东县; bính âm: Nǎidōng Xiàn, Hán Việt: Nãi Đông huyện) là một huyện của địa khu Sơn Nam (Lhoka), khu tự trị Tây Tạng, Trung Quốc.

### Trấn
- Trạch Đáng (泽当镇)
- Xương Châu (昌珠镇)

### Hương
- Phả Chương (颇章乡)
- Kết Ba (结巴乡)
- Đa Phả Chương (多颇章乡)
- Sách Châu (索珠乡)
- Á Đôi (亚堆乡)